# Панюшино (Псковская область)
Панюшино — деревня в Островском районе Псковской области. Входит в состав Воронцовской волости.
Расположена в 46 км к юго-востоку от города Остров и в 13 км к юго-востоку от волостного центра, села Воронцово.
Численность населения деревни по состоянию на 2000 год составляет 3 жителей.